# Anoka (Nebraska)
Anoka è un villaggio degli Stati Uniti d'America della contea di Boyd nello Stato del Nebraska. La popolazione era di 6 persone al censimento del 2010.

## Storia
Anoka è stata progettata nel 1902. Il villaggio prende il nome dalla città di Anoka nel Minnesota.

## Geografia fisica
Anoka è situata a 42°56′49″N 98°49′49″W (42.946914, -98.830244).
Secondo lo United States Census Bureau, ha un'area totale di 0,56 miglia quadrate (1,45 km²).

## Società

### Evoluzione demografica
Secondo il censimento del 2010, la popolazione era composta da 6 persone.

### Etnie e minoranze straniere
Secondo il censimento del 2010, la composizione etnica del villaggio era formata dal 100,0% di bianchi.